# Distrito dos Alpes de Zollern
O Distrito dos Alpes de Zollern (em alemão:  Zollernalbkreis) é um distrito rural da Alemanha, na região administrativa de Tubinga, situado na parte central do estado de Baden-Württemberg.
O distrito situa-se nos Alpes Suábios e contém o segundo ponto mais elevado desta cadeia montanhosa, o Oberhohenberg, com 1 011 metros. No sudeste, o distrito chega às imediações do Danúbio.
O distrito foi criado a 1 de janeiro de 1973, quando os antigos distritos de Balingen e Hechingen se fundiram.
Os distritos vizinhos são (a partir do norte, no sentido dos ponteiros) Tubinga, Reutlingen, Sigmaringa, Tuttlingen, Rottweil e Freundenstadt.

## Cidades e municípios
- Cidades:

1. Albstadt
2. Balingen
3. Burladingen
4. Geislingen
5. Haigerloch
6. Hechingen
7. Meßstetten
8. Rosenfeld
9. Schömberg

- Municípios:

1. Bisingen
2. Bitz
3. Dautmergen
4. Dormettingen
5. Dotternhausen
6. Grosselfingen
7. Hausen am Tann
8. Jungingen
9. Nusplingen
10. Obernheim
11. Rangendingen
12. Ratshausen
13. Straßberg
14. Weilen unter den Rinnen
15. Winterlingen
16. Zimmern unter der Burg

## Línguas
Na área do distrito dos Alpes de Zollern fala-se o alemão suábio. Antigamente, o iídiche, o Pleißne e o romani eram também falados.
O Pleißne era falado por vendedores ambulantes que comerciavam artigos como cestos, escovas e chicotes, e pertence ao grupo mais abrangende denominado Rotwelsch, sendo usado como código.

## Brasão de armas
O brasão de armas apresenta o símbolo axadrezado em preto e branco de Hohenzollern na metade esquerda, e a haste de veado tripla em fundo amarelo como símbolo de Vurtemberga. Quase toda a área do distrito pertencia historicamente a estes dois estados.